# Vegetação da Mata Atlantica
A Mata Atlântica é um dos principais biomas do Brasil, atualmente existem mais de 20 mil espécies de plantas que podem ser separadas em 8 grupos:
- Floresta Ombrófila Densa
- Floresta Ombrófila Aberta
- Floresta Ombrófila Mista
- Floresta Estacional Decidual
- Floresta Estacional Semidecidual
- Mangues
- Restingas
- Campos de altitude

A grande variedade desses grupos pode ser explicada devido a composição da mata atlantica, que é feita por varios ecossistemas interligados.

## Floresta ombrófila densa
Essa formação vegetal ocorre no litoral, nas escarpas da cordilheira atlântica ou em áreas próximas ao oceano, sob influência das massas de ar úmida, o que confere alta pluviosidade durante o ano todo. É a formação vegetal que possui maior grau de endemismo de espécies vegetais, como evidenciado em estudos nos Sul da Bahia e norte do Espírito Santo. É interessante salientar, que no litoral de São Paulo, não se constatou um elevado grau de riqueza nas espécies de plantas, apesar de se constituir em um centro de endemismo: os autores sugerem que a importância dessa floresta se relaciona mais ao número de espécies únicas e não a um número elevado de espécies.30 Nas regiões sudeste e sul, essa formação possui variação decorrentes da altitude, constituindo formações de terras baixas (até 50m), submontana (entre 50 e 500m), montana (500 e 1000m) e altamontana (entre 1000 e 1200m). Na encosta (que faz parte das "terras baixas"), as árvores tendem a ser mais robustas e altas, ao passo que com o aumento da altitude, elas tendem a ficar mais delgadas e baixas, e isso também ocorre quanto mais próximo do oceano . As árvores da encosta, graças à abundância de matéria orgânica, podem chegar a ter mais de 40m de altura.

## Floresta ombrófila aberta
É considerada uma vegetação de transição com a Floresta Amazônica, ela está basicamente restrita à região Nordeste. Pode ser incluída nessa fitofisionomia, a Mata dos Cocais no Maranhão, tem também ponto isolados das "florestas de babaçu" no Espírito Santo e Pernambuco. É considerada em algumas localidades, como uma formação de floresta secundária. Tal vegetação é encontrada nos brejos de altitude, no Sertão Nordestino, em altitudes superiores a 600m, onde a precipitação é maior que 850mm anuais. O Planalto da Borborema é um dos ambientes mais característicos desse tipo de vegetação, que possui espécies que ocorrem amplamente pela América do Sul. Os brejos de altitude constituem um tipo de floresta ombrófila submontana.

## Floresta ombrófila mista
A maior parte fica no planalto meridional, nos estados do Paraná, Santa Catarina e Rio Grande do Sul, ela eventualmente pode ocorrer nas escarpas da Serra do Mar e da Serra da Mantiquera. As espécies que caracterizam essa formação pertencem, principalmente, aos gêneros Araucaria e Drymis (Australasiáticos) Podocarpus(Afro-asiático), sugerindo uma ocupação recente, a partir dos refúgios alto-montanos. A Araucaria angustifolia apresenta um caráter dominante na estrutura dessa formação vegetal, constituindo o dossel da floresta, com inúmeros indivíduos emergentes, podendo representar até 40% das espécies encontradas em determinada área. Estudos feitos em Nova Prata, apontam que existe um padrão de distribuição típico, em que as maiores populações de plantas formam "agregados", o que acaba conferindo uma relativa homogeneidade da floresta, comum em formações vegetais de Gimnospermas. Devido ao alto grau de desmatamento que sofreu essa fitofisionomia, é difícil encontrar áreas em que se apresentam grandes aglomerações da Araucaria, visto que elas são geralmente encontradas na floresta madura ou em graus avançados de regeneração.

## Floresta Estacional Semidecidual
É uma formação caracterizada por ocorrer em regiões em que existe uma sazonalidade no regime de chuvas, o que acaba conferindo a perda de 20% a 50% das folhas na estação mais seca. É a formação que ocorre em grande parte do interior do Brasil, ocupando principalmente a bacia do rio Paraná, se estendendo até o leste do Paraguai e a província argentina de Misiones. Por ter uma área de ocorrência muito ampla, ela também fica sujeita a inúmeras variações, principalmente com relação a altitude: no estado de São Paulo, observou-se que as florestas que ocorrem em locais mais altos tendem a ser mais homogêneas que as que ocorrem em locais mais baixos do oeste e centro do estado. Dados referentes a unidades de conservação dessa fitofisionomia, mostram que apesar de seu alto grau de alteração pelo homem, no interior do Brasil, ela ainda apresenta uma diversidade considerável de árvores.

## Floresta Estacional Decidual
Caracteriza-se pela perda de mais de 50% das folhas na estação seca. Isso se evidencia pelo aumento de serrapilheira nessa estação. Essa fitofisionomia possui encraves no Rio Grande do Sul, interior da Bahia, Minas Gerais, Goiás e Tocantins. Apesar do clima subtropical úmido no Rio Grande do Sul, essa vegetação aparece, provavelmente por conta de uma estação em que as temperaturas ficam muito baixas. Essa floresta aparece em solos ricos em calcário. Em Goiás, foi constada 36 espécies de árvores em um mesmo local.

## Mangues
Considerada como vegetação pioneira, visto ocorrerem em solos instáveis do litoral, ocupando solos rejuvenescidos pela constante deposição de areias marinhas e fluviais: os manguezais habitam ambientes salobros e possuem espécies adaptadas a esse ambientes como a Rhizophora mangle. Manguezais também não são formações homogêneas, com suas fisionomias variando ao longo da costa. O tipo de solo, precipitação e insolação ao longo do ano, podem definir tipos de manguezais específicos de cada parte do litoral: Rhizophora mangle tende a ser mais abundante nos manguezais de Pernambuco do que aqueles encontrados na baía de Paranaguá, no Paraná. Os manguezais são particularmente importantes do ponto de vista econômico para comunidades caiçaras, visto serem ambientes em que muitas espécies de peixes e crustáceos se reproduzem.

## Restingas
Trata-se de um tipo de vegetação que recebe influência direta das águas marinhas, e com gênero de plantas típicas das praias: a influência direta das marés, a salinidade do solo, a estabilidade da areia e o microclima definem as fisionomias vegetais que compõe a restinga. É uma vegetação que se segue imediatamente à zona praiana, e com estudos realizados em Pernambuco, foi dividida em 2 tipos: a floresta de restinga, e os campos de restinga, ou restinga propriamente dita. As árvores das matas de restinga possuem copa larga e irregular, não muito elevadas e a restinga propriamente dita é formada por uma vegetação arbustiva, de densidade variável. A vegetação dos campos é muito pobre em espécies, com a dominância ecológica de algumas delas altamente adaptadas: fato que se deve às condições extremas de salinidade e instabilidade da areia. A mata de restinga surge com a distância crescente do mar, já que a severidade ambiental diminui, conferindo, por exemplo, maior proteção ao solo e ao sub-bosque contra os ventos alíseos, e há uma maior deposição de matéria orgânica e retenção de água no solo.

## Campos de altitude
É uma vegetação típica de ambientes montano e alto-montano encontrada principalmente nas regiões serranas do sudeste: ocorrem em cadeias elevadas da Serra do Espinhaço, Serra da Mantiqueira e da Serra do Mar. As variações de altitude definem tipos de campos de altitude específicos: o montano corresponde às faixas de altitude entre 600 a 2.000m nas latitudes entre 5º N e 16º S; de 500 a 1.500m nas latitudes entre 16º S e 24º S; e de 400 a 1.000m nas latitudes acima de 24º S. O altomontano ocorre nas altitudes acima dos limites máximos considerados para o ambiente montano. Essa fitofisionomia não é muito conhecida, mas levantamentos florísticos em Minas Gerais mostraram uma alta diversidade de plantas vasculares. Tipo de solo, tal como a inclinação do relevo, determinam as espécies predominantes, como mostrado em estudos fitossociológicos em campos rupestres de Minas Gerais: Vellozia compacta é predominante em platôs ferruginosos, ao passo que Echinolaena inflexa predomina em platôs sobre quartzito. De fato, a vegetação varia desde áreas abertas cobertas por gramíneas, até áreas mais densas com vegetação arbustiva, possuindo ou não afloramentos rochosos.